# Western & Southern Open 2015
Western & Southern Open 2015, také známý pod názvem Cincinnati Masters 2015, byl společný tenisový turnaj mužského okruhu ATP World Tour a ženského okruhu WTA Tour, hraný v areálu Lindner Family Tennis Center na otevřených dvorcích s tvrdým povrchem. Konal se mezi 15. až 23. srpnem 2015 v  americkém městě Mason, ležícím přibližně 35 kilometrů od centra ohijského Cincinnati. Událost probíhala jako 114. ročník mužského a 87. ročník ženského turnaje.
Mužská polovina byla, po grandslamu, zařazena do druhé nejvyšší kategorie okruhu ATP Masters 1000 a její dotace činila 4 457 065 amerických dolarů. Ženská část s rozpočtem 2 701 240 dolarů patřila do kategorie WTA Premier 5. Turnaj představoval třetí díl severoamerické Emirates Airline US Open Series 2015.
Nejvýše nasazenými tenisty byli ve všech soutěžích úřadující světové jedničky, respektive první deblové páry. Posledními přímými účastníky v hlavních soutěžích dvouher se stali 47. hráč žebříčku Jerzy Janowicz a 48. tenistka v pořadí Karin Knappová.
Rekordní sedmý titul ze Cincinnati vyhrál Roger Federer, jemuž se podařilo projít pavoukem bez ztráty jediného setu i servisu, čímž zopakoval svůj výkon z roku 2012. Ženský singlový vavřín vybojovala podruhé v řadě Američanka Serena Williamsová. Trofej z mužské čtyřhry si odvezla kanadsko-francouzská dvojice Daniel Nestor a Édouard Roger-Vasselin. V ženském deblu triumfoval tchajwanský pár sester Chao-čching a Jung-žan Čanových.

## Distribuce bodů a finančních odměn

### Distribuce bodů
| Soutěž         | vítězové | finalisté | semifinalisté | čtvrtfinalisté | 16 v kole | 32 v kole | 64 v kole | Q  | Q2 | Q1 |
| -------------- | -------- | --------- | ------------- | -------------- | --------- | --------- | --------- | -- | -- | -- |
| dvouhra mužů   | 1000     | 600       | 360           | 180            | 90        | 45        | 10        | 25 | 16 | 0  |
| mužská čtyřhra | 1000     | 600       | 360           | 180            | 90        | 0         |           |    |    |    |
| ženská dvouhra | 900      | 585       | 350           | 190            | 105       | 60        | 1         | 30 | 20 | 1  |
| ženská čtyřhra | 900      | 585       | 350           | 190            | 105       | 5         |           |    |    |    |

### Finanční odměny
| Soutěž            | vítězové | finalisté | semifinalisté | čtvrtfinalisté | 16 v kole | 32 v kole | 64 v kole | Q2     | Q1     |
| ----------------- | -------- | --------- | ------------- | -------------- | --------- | --------- | --------- | ------ | ------ |
| dvouhra mužů      | $731 358 | $358 375  | $180 370      | $91 715        | $47 625   | $25 110   | $13 555   | $3 125 | $1 590 |
| dvouhra žen       | $495 000 | $240 500  | $120 500      | $67 380        | $27 640   | $14 160   | $7 640    | $3 105 | $1 880 |
| čtyřhra mužů      | $226 350 | $110 820  | $55 580       | $28 530        | $14 750   | $7 780    | —         | —      | —      |
| čtyřhra žen       | $141 600 | $71 530   | $35 410       | $17 820        | $9 035    | $4 460    | —         | —      | —      |
| * – částka na pár |          |           |               |                |           |           |           |        |        |

## Dvouhra mužů

### Nasazení
| Stát                          | Hráč            | ATP | Nasazení |
| ----------------------------- | --------------- | --- | -------- |
| Srbsko                        | Novak Djoković  | 1.  | 1.       |
| Švýcarsko                     | Roger Federer   | 2.  | 2.       |
| Spojené království            | Andy Murray     | 3.  | 3.       |
| Japonsko                      | Kei Nišikori    | 4.  | 4.       |
| Švýcarsko                     | Stan Wawrinka   | 5.  | 5.       |
| Česko                         | Tomáš Berdych   | 6.  | 6.       |
| Chorvatsko                    | Marin Čilić     | 8.  | 7.       |
| Španělsko                     | Rafael Nadal    | 9.  | 8.       |
| Kanada                        | Milos Raonic    | 10. | 9.       |
| Francie                       | Gilles Simon    | 11. | 10.      |
| USA                           | John Isner      | 12. | 11.      |
| Francie                       | Richard Gasquet | 13. | 12.      |
| Belgie                        | David Goffin    | 14. | 13.      |
| Francie                       | Gaël Monfils    | 15. | 14.      |
| Jižní Afrika                  | Kevin Anderson  | 16. | 15.      |
| Bulharsko                     | Grigor Dimitrov | 17. | 16.      |
| Žebříček ATP k 10. srpnu 2015 |                 |     |          |

### Jiné formy účasti

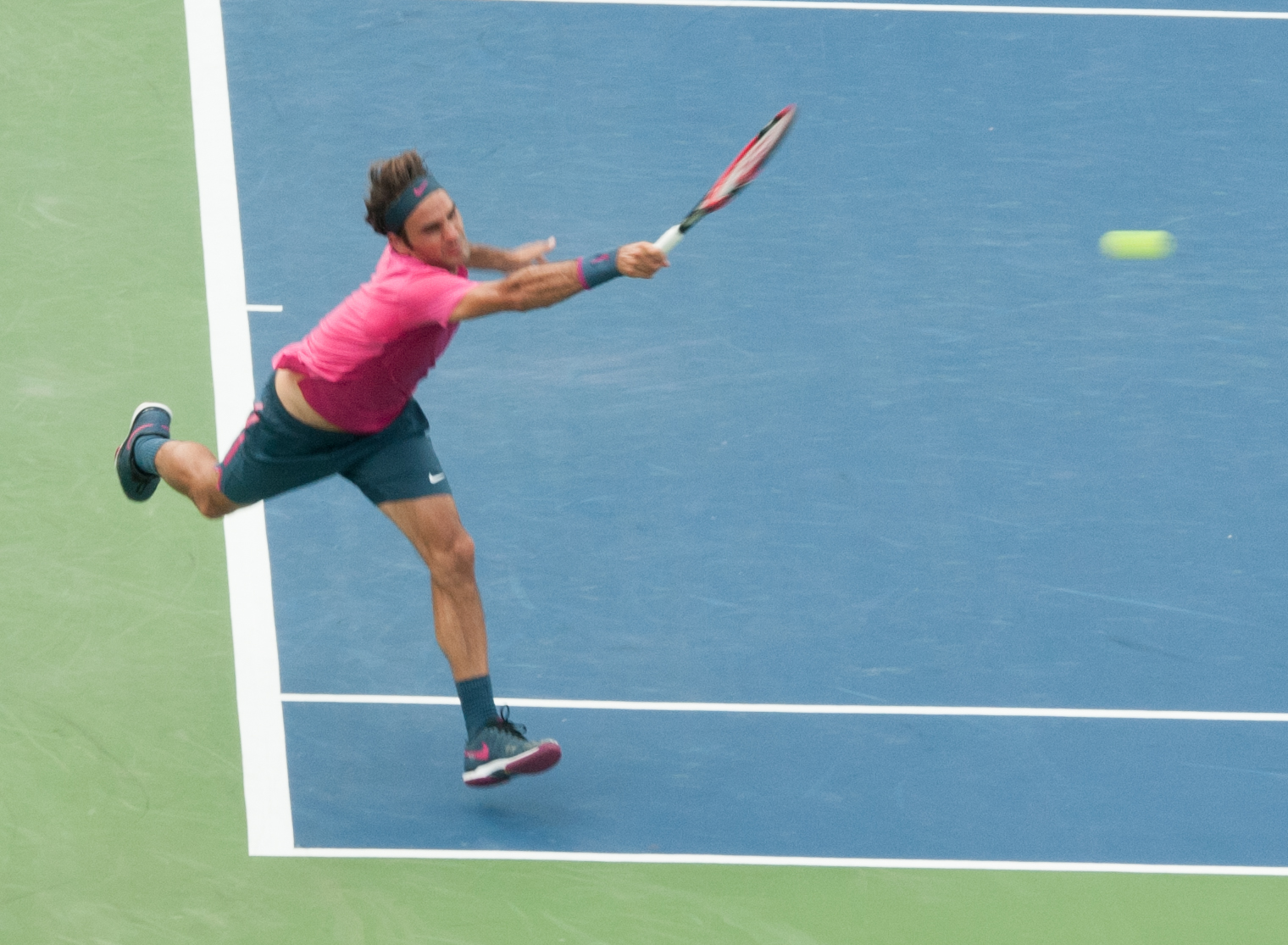
Vítězný Roger Federer ve finále

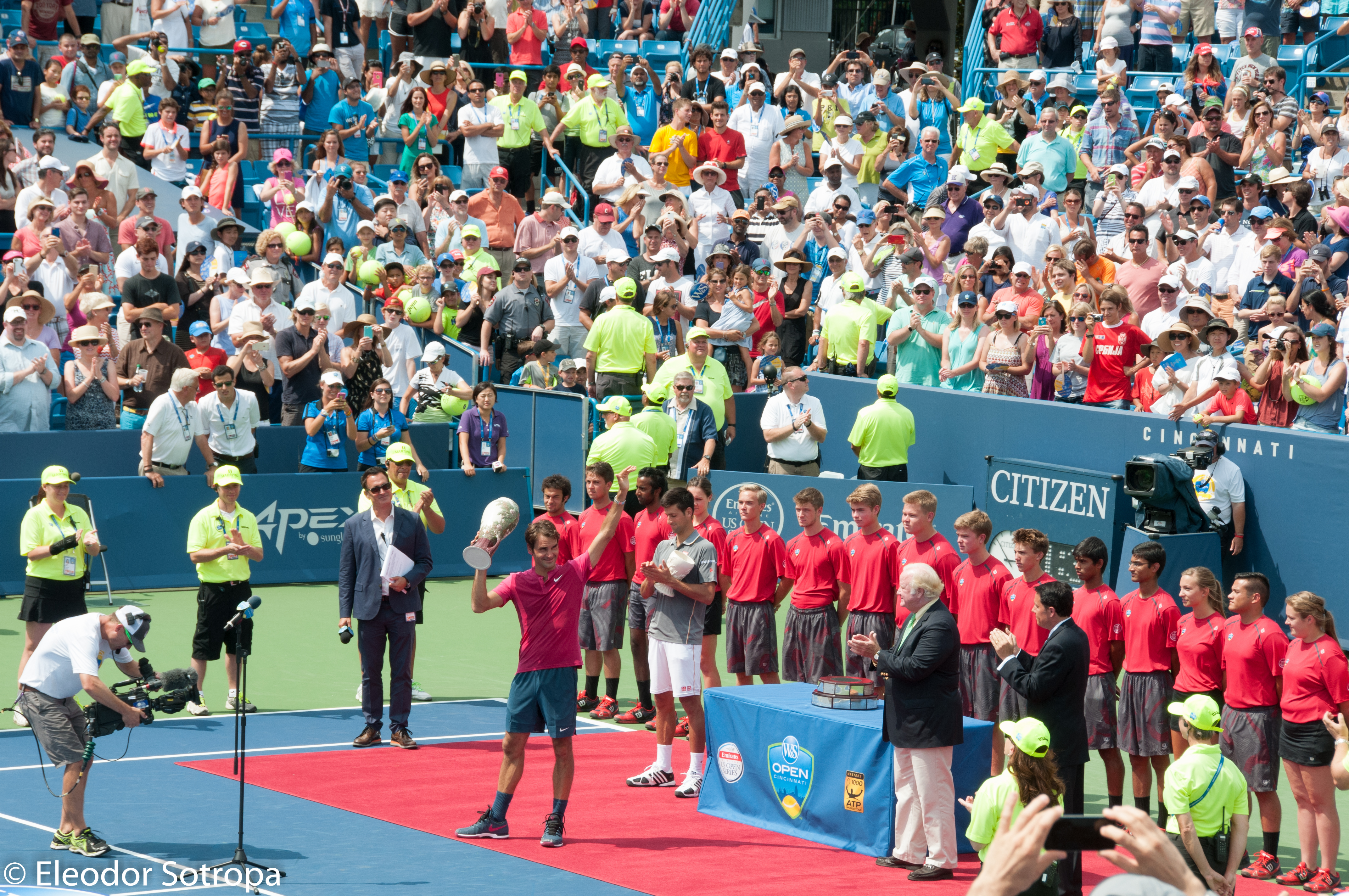
Slavnostní ceremoniál po finále

Následující hráči obdrželi divokou kartu do hlavní soutěže:
- Jared Donaldson
- Mardy Fish
- Bjorn Fratangelo
- Rajeev Ram

Následující hráči postoupili z kvalifikace:
- Alexandr Dolgopolov
- Thanasi Kokkinakis
- Denis Kudla
- Lu Jan-sun
- Nicolas Mahut
- Vasek Pospisil
- Alexander Zverev
  -  Benoît Paire – jako šťastný poražený

#### Odhlášení
před zahájením turnajem
- David Ferrer → nahradil jej João Sousa
- Guillermo García-López → nahradil jej Gilles Müller
- Tommy Haas → nahradil jej Jerzy Janowicz
- Juan Mónaco → nahradil jej Jiří Veselý
- Kei Nišikori → nahradil jej Benoît Paire

## Mužská čtyřhra

### Nasazení
| Stát                                                                                   | Hráč              | Stát      | Hráč           | ATP | Nasazení |
| -------------------------------------------------------------------------------------- | ----------------- | --------- | -------------- | --- | -------- |
| USA                                                                                    | Bob Bryan         | USA       | Mike Bryan     | 2   | 1.       |
| Chorvatsko                                                                             | Ivan Dodig        | Brazílie  | Marcelo Melo   | 7.  | 2.       |
| Nizozemsko                                                                             | Jean-Julien Rojer | Rumunsko  | Horia Tecău    | 11. | 3.       |
| Itálie                                                                                 | Simone Bolelli    | Itálie    | Fabio Fognini  | 16. | 4.       |
| Indie                                                                                  | Rohan Bopanna     | Rumunsko  | Florin Mergea  | 18. | 5.       |
| Polsko                                                                                 | Marcin Matkowski  | Srbsko    | Nenad Zimonjić | 23. | 6.       |
| Spojené království                                                                     | Jamie Murray      | Austrálie | John Peers     | 31. | 7.       |
| Kanada                                                                                 | Vasek Pospisil    | USA       | Jack Sock      | 32. | 8.       |
| Žebříček ATP k 10. srpnu 2015; číslo je součtem žebříčkového postavení obou členů páru |                   |           |                |     |          |

### Jiné formy účasti
Následující páry obdržely divokou kartu do hlavní soutěže:
- Eric Butorac /  Scott Lipsky
- Steve Johnson /  Sam Querrey

## Ženská dvouhra

### Nasazení
| Stát                          | Hráčka                    | WTA | Nasazení |
| ----------------------------- | ------------------------- | --- | -------- |
| USA                           | Serena Williamsová        | 1.  | 1.       |
| Rusko                         | Maria Šarapovová          | 2.  | 2.       |
| Rumunsko                      | Simona Halepová           | 3.  | 3.       |
| Česko                         | Petra Kvitová             | 4   | 4        |
| Dánsko                        | Caroline Wozniacká        | 5.  | 5.       |
| Srbsko                        | Ana Ivanovićová           | 6.  | 6.       |
| Česko                         | Lucie Šafářová            | 7.  | 7.       |
| Česko                         | Karolína Plíšková         | 8.  | 8.       |
| Španělsko                     | Garbiñe Muguruzaová       | 9.  | 9.       |
| Španělsko                     | Carla Suárezová Navarrová | 10  | 10       |
| Německo                       | Angelique Kerberová       | 11. | 11.      |
| Švýcarsko                     | Timea Bacsinszká          | 13. | 12.      |
| Polsko                        | Agnieszka Radwańská       | 14. | 13.      |
| Ukrajina                      | Elina Svitolinová         | 15. | 14.      |
| Německo                       | Andrea Petkovicová        | 16. | 15.      |
| Itálie                        | Sara Erraniová            | 17. | 16.      |
| Žebříček WTA k 10. srpnu 2015 |                           |     |          |

### Jiné formy účasti

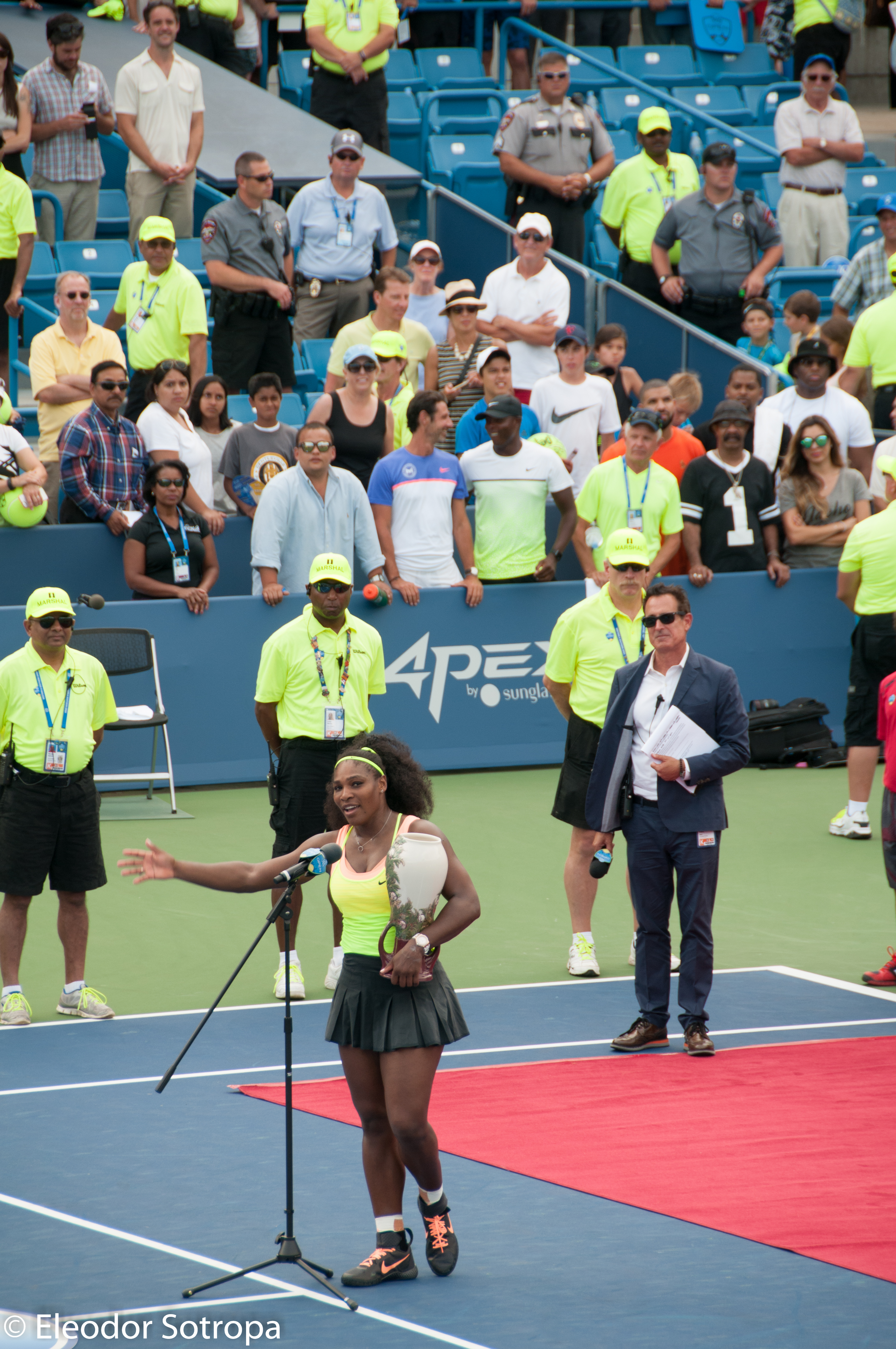
Vítězná Serena Williamsová

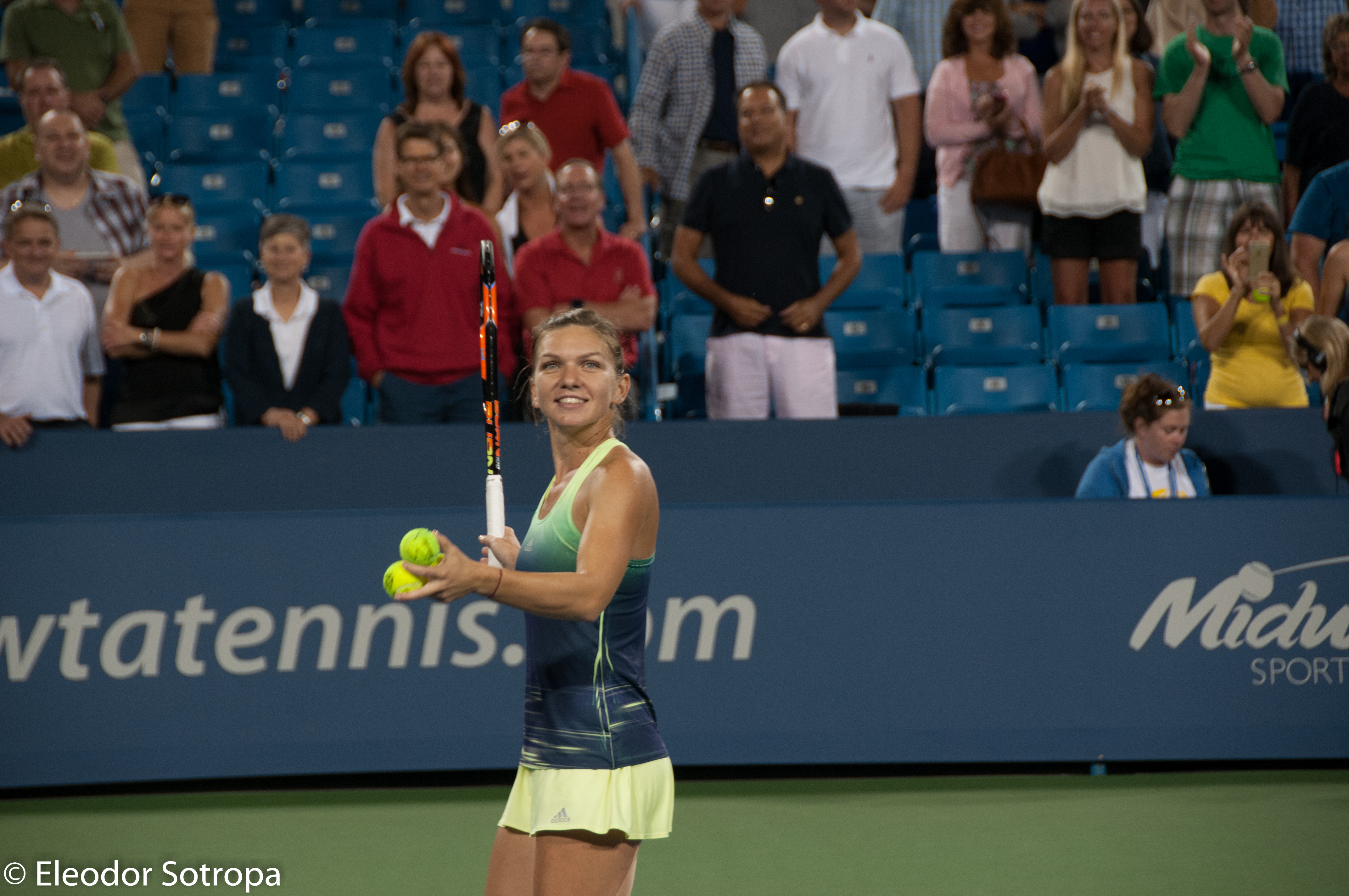
Poražená finalistka Simona Halepová

Následující hráčky obdržely divokou kartu do hlavní soutěže:
- Daniela Hantuchová
- Alison Riskeová
- Coco Vandewegheová

Následující hráčky postoupily z kvalifikace:
- Tímea Babosová
- Mona Barthelová
- Kateryna Bondarenková
- Lauren Davisová
- Casey Dellacquová
- Julia Görgesová
- Lucie Hradecká
- Ana Konjuhová
- Christina McHaleová
- Julia Putincevová
- Anna Karolína Schmiedlová
- Jaroslava Švedovová
  -  Mirjana Lučićová Baroniová – jako šťastná poražená

#### Odhlášení
před zahájením turnaje
- Světlana Kuzněcovová → nahradila ji Cvetana Pironkovová
- Jekatěrina Makarovová → nahradila ji Varvara Lepčenková
- Maria Šarapovová → nahradila ji Mirjana Lučićová Baroniová

během turnaje
- Venus Williamsová

## Ženská čtyřhra

### Nasazení
| Stát                                                                                     | Hráčka                     | Stát       | Hráčka                    | WTA | Nasazení |
| ---------------------------------------------------------------------------------------- | -------------------------- | ---------- | ------------------------- | --- | -------- |
| Švýcarsko                                                                                | Martina Hingisová          | Indie      | Sania Mirzaová            | 3.  | 1.       |
| Maďarsko                                                                                 | Tímea Babosová             | Francie    | Kristina Mladenovicová    | 19. | 2.       |
| Slovinsko                                                                                | Katarina Srebotniková      | Francie    | Caroline Garciaová        | 31. | 3.       |
| Austrálie                                                                                | Casey Dellacquová          | Kazachstán | Jaroslava Švedovová       | 31. | 4.       |
| USA                                                                                      | Raquel Kopsová-Jonesová    | Austrálie  | Anastasia Rodionovová     | 32. | 5.       |
| Rusko                                                                                    | Anastasija Pavljučenkovová | Česko      | Lucie Šafářová            | 34. | 6.       |
| Česko                                                                                    | Andrea Hlaváčková          | Česko      | Lucie Hradecká            | 36. | 7.       |
| Španělsko                                                                                | Garbiñe Muguruzaová        | Španělsko  | Carla Suárezová Navarrová | 38. | 8.       |
| Žebříček WTA k 10. srpnu 2015; číslo je součtem žebříčkového postavení obou členek páru. |                            |            |                           |     |          |

### Jiné formy účasti
Následující páry obdržely divokou kartu do hlavní soutěže:
- Madison Brengleová /  Alexa Glatchová
- Madison Keysová /  Lisa Raymondová
- Christina McHaleová /  Coco Vandewegheová

## Přehled finále

### Mužská dvouhra
- Roger Federer vs.  Novak Djoković, 7–6(7–1), 6–3

### Ženská dvouhra
- Serena Williamsová vs.  Simona Halepová, 6–3, 7–6(7–5)

### Mužská čtyřhra
- Daniel Nestor /  Édouard Roger-Vasselin vs.  Marcin Matkowski /  Nenad Zimonjić, 6–2, 6–2

### Ženská čtyřhra
- Čan Chao-čching /  Čan Jung-žan vs.  Casey Dellacquová /  Jaroslava Švedovová, 7–5, 6–4